# アンドワークス
株式会社アンドワークス（ANDWORKS Co.,Ltd.）は、東京都渋谷区に本社を置く、飲食店関連の人材育成・コンサルティングを行う、カミチクグループ傘下の企業。

## 会社概要
1968年に野手宏昭らが新生食品株式会社を創業し、1969年に河内長野市のスーパーマーケットにテナントで精肉小売店を開店。その後1982年にステーキレストランを出店し、外食産業へ進出。
アンドワークスと合併する前は、大阪府堺市に本社に本社を置き、堺市を地盤に焼肉店「炭火焼肉のて」や精肉小売店「食ingのて（しょっきんぐのて）」、生鮮食料品スーパー「生鮮市場richばんばん」などをチェーン展開していた。「のて」は創業者の苗字「野手」に由来する。これらの店舗運営はカミチクグループ傘下となった後、グループ会社（ビースマイルプロジェクトなど）に移管されている。
大塚愛が歌う「黒毛和牛上塩タン焼680円」は同社が展開する「炭火焼市場のて」「炭火焼肉のて」がかつて実際に提供していたメニューがモデルである。

### 沿革
- 1968年：大阪府で新生食品株式会社を創業
- 1969年：河内長野市に精肉小売店を出店
- 1982年：堺市南区茶山台にステーキレストランを出店（現 炭火焼市場のて泉ヶ丘店）
- 2002年：加藤雅彦が(株)アンドワークスを設立
- 2005年：河内長野市に生鮮食料品スーパー「生鮮市場richばんばん」を出店
- 2009年：創業者が後継問題で株式を全て手放し、代表を退任[1]
- 2013年：株式会社カミチクが同社の全株式を取得、カミチクグループ傘下となる
- 2014年4月：新生食品株式会社を存続会社として、株式会社アンドワークスと合併し、商号を株式会社アンドワークスに変更
- 2014年8月：株式会社アンドワークスから、食肉及び食肉加工品販売部門の事業とスーパーマーケット経営部門に関する事業について、株式会社ケイファーマーズを新設分割（畜産事業部及びばんばん事業部をケイファーマーズが事業継承